# Premijer Liga 2024-2025
La Nogometna Premijer liga Bosne i Hercegovine 2024-2025 (abbreviata in Premijer liga BiH 2024-2026), conosciuta anche come WWin League 2024-2025 per ragioni di sponsorizzazione, è stata la 25ª edizione del campionato della Bosnia Erzegovina (la 23ª che copre l'intero territorio nazionale), con inizio il 2 agosto 2024 e termine il 31 maggio 2025. Il Borac Banja Luka era la squadra campione in carica, avendo vinto il titolo per la terza volta della sua storia.
La competizione è stata vinta dal Zrinjski Mostar, al suo nono successo nella competizione.

## Stagione

### Novità
Dalla stagione precedente sono state retrocesse le ultime due classificate Tuzla City, dopo sei anni di permanenza, e Zvijezda 09, dopo una sola stagione. Al loro posto, dai due campionati di Prva Liga sono stati promossi Radnik Bijeljina, di ritorno dopo due anni di assenza, e Sloboda Tuzla, di nuovo in massima serie dopo una stagione di serie cadetta.

### Formula
La stagione è l'ultima giocata a 12 squadre, prima del passaggio a 10 dalla stagione 2025-2026.
Le 12 squadre partecipanti giocano un girone all'italiana di andata, ritorno e andata, per un totale di 33 giornate. Al termine della competizione, la squadra prima classificata è campione di Bosnia ed Erzegovina e si qualifica per la UEFA Champions League 2025-2026, mentre seconda e terza classificata si qualificano per la UEFA Conference League 2025-2026, insieme alla vincitrice della coppa nazionale.
In virtù della riforma del campionato che ridurrà le squadre a 10, le ultime quattro squadre classificate retrocedono direttamente in Prva liga FBiH e Prva liga RS (a seconda della locazione).

## Squadre partecipanti
| Squadra          | Città         | Stadio                          | Stagione precedente                 |
| ---------------- | ------------- | ------------------------------- | ----------------------------------- |
| Borac Banja Luka | Banja Luka    | Stadio municipale di Banja Luka | Campione della Bosnia ed Erzegovina |
| GOŠK Gabela      | Gabela        | Stadio Perica-Pero Pavlović     | 9° in Premijer Liga                 |
| Igman Konjic     | Konjic        | MGM Farm Arena (Doboj, Kakanj)  | 10° in Premijer Liga                |
| Posušje          | Posušje       | Stadion Mokri Dolac             | 5° in Premijer Liga                 |
| Radnik Bijeljina | Bijeljina     | Bijeljina City Stadium          | 1° in Prva Liga - RS                |
| Sarajevo         | Sarajevo      | Stadio Asim Ferhatović Hase     | 4° in Premijer Liga                 |
| Široki Brijeg    | Široki Brijeg | Pecara                          | 8° in Premijer Liga                 |
| Sloboda Tuzla    | Tuzla         | Stadio municipale di Tušanj     | 1° in Prva Liga - FBiH              |
| Sloga Doboj      | Doboj         | Luke Stadium                    | 7° in Premijer Liga                 |
| Velež Mostar     | Mostar        | Stadio Rođeni                   | 3° in Premijer Liga                 |
| Željezničar      | Sarajevo      | Stadion Grbavica                | 6° in Premijer Liga                 |
| Zrinjski Mostar  | Mostar        | Stadio pod Bijelim Brijegom     | 2° in Premijer Liga                 |

## Classifica
|                                 | Pos. | Squadra          | Pt | G  | V  | N  | P  | GF | GS | DR  |
| ------------------------------- | ---- | ---------------- | -- | -- | -- | -- | -- | -- | -- | --- |
| Bosnia ed Erzegovina (bandiera) | 1.   | Zrinjski Mostar  | 82 | 33 | 26 | 4  | 3  | 74 | 17 | +57 |
|                                 | 2.   | Borac Banja Luka | 81 | 33 | 26 | 3  | 4  | 58 | 13 | +45 |
|                                 | 3.   | Sarajevo         | 65 | 33 | 18 | 11 | 4  | 59 | 24 | +35 |
|                                 | 4.   | Željezničar      | 65 | 33 | 20 | 5  | 8  | 55 | 38 | +17 |
|                                 | 5.   | Široki Brijeg    | 46 | 33 | 13 | 7  | 13 | 43 | 46 | -3  |
|                                 | 6.   | Sloga Doboj      | 44 | 33 | 13 | 5  | 15 | 35 | 45 | -10 |
|                                 | 7.   | Velež Mostar     | 42 | 33 | 10 | 12 | 11 | 45 | 39 | +6  |
|                                 | 8.   | Radnik Bijeljina | 40 | 33 | 12 | 4  | 17 | 44 | 52 | -8  |
|                                 | 9.   | Posušje          | 37 | 33 | 10 | 7  | 16 | 36 | 41 | -5  |
|                                 | 10.  | Igman Konjic     | 29 | 33 | 8  | 5  | 20 | 30 | 66 | -36 |
|                                 | 11.  | GOŠK Gabela      | 16 | 33 | 4  | 4  | 25 | 28 | 76 | -48 |
|                                 | 12.  | Sloboda Tuzla    | 7  | 33 | 1  | 7  | 25 | 21 | 71 | -50 |

Legenda:
      Campione di Bosnia ed Erzegovina e ammessa alla UEFA Champions League 2025-2026
      Ammessa alla UEFA Conference League 2025-2026
      Retrocessa in Prva liga FBH 2025-2026 o Prva liga RS 2025-2026
Regolamento:
Tre punti a vittoria, uno a pareggio, zero a sconfitta.
In caso di arrivo di due o più squadre a pari punti, la graduatoria verrà stilata secondo la classifica avulsa tra le squadre interessate.